# كوكب الديناصورات (رواية)
كوكب الديناصورات Dinosaur Planet هي رواية خيال علمي للمؤلفة الأمريكية الأيرلندية آن ماكافري. 
نشرت في عام 1978 من دار نشر أوربت بوكس(المملكة المتحدة) ثم من دار نشر ديل راي بوكس (الولايات المتحدة).
ونشرت الكاتبة رواية متتمة لها في عام 1984 بعنوان الناجون (كوكب الديناصورات II). ويطلق عليهما أحيانًا اسم "سلسلة كوكب الديناصورات". 
وتدور أحداثها على كوكب خيالي يُدعى "إيريتا" والذي تسميه بعض الشخصيات "كوكب الديناصورات". وأصبحا أول روايتين من سلسلة إيريتا Ireta في عام 1990، عندما تعاون ماكافري مع إليزابيث مون وجودي لين ناي لكتابة ثلاث روايات من سلسلة قراصنة الكوكب Planet Pirates في نفس الكوكب.

## سلسلة إيريتا
- كوكب الديناصورات (1978)
- الناجون (كوكب الديناصورات الثاني) أو الناجون من كوكب الديناصورات (1984)
- ساسيناك (مارس 1990)، آن ماكافري وإليزابيث مون
- موت النوم (يونيو 1990)، آن ماكافري وجودي لين ناي
- جيل المحاربين (1991)، آن ماكافري وإليزابيث مون